# 卡巴羅萊區
卡巴羅萊區是非洲中部國家烏干達的111個區之一，由西部區負責管轄，首府是波特爾堡，距離首都坎帕拉約320公里，主要的經濟產業是農業、畜牧業和捕魚業，2010年人口估計為452,100。

## 外部連結
- Kabarole District Information Portal

00°36′N 30°18′E / 0.600°N 30.300°E